# بخش هانگو، تیانجین
بخش هانگو (به لاتین: Hangu District) یک بخش (تقسیم کشوری) در چین است.